# Charter Oak (Kalifornija)
Charter Oak je naseljeno područje za statističke svrhe u američkoj saveznoj državi Kalifornija. Prema popisu stanovništva iz 2010. u njemu je živjelo 9,310 stanovnika.